# Obiols (Avià)

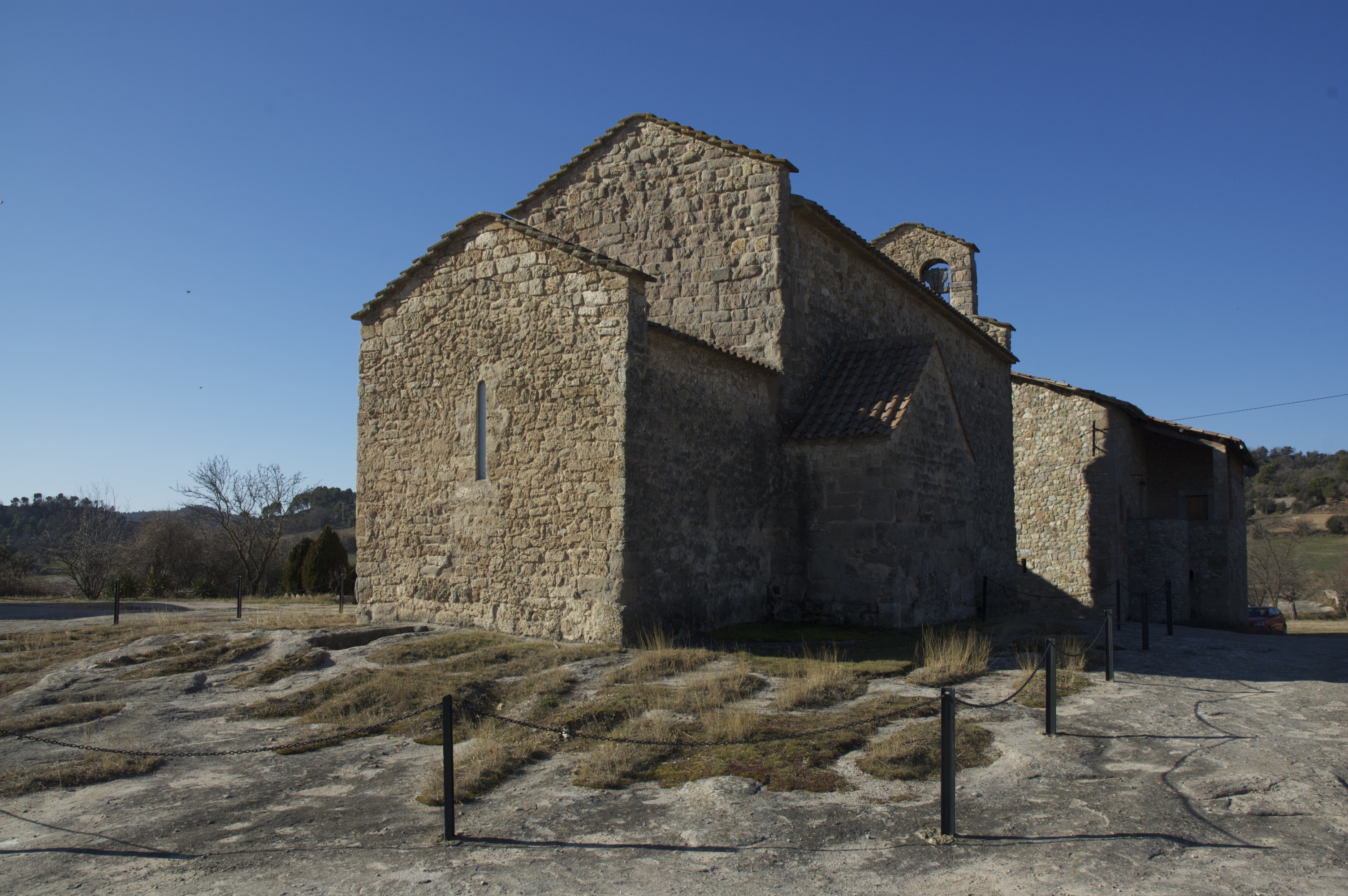
Sant Vicenç d'Obiols. S'hi observa part de la seva necròpolis de tombes antropomorfes excavades a la roca, actualment cobertes de terra.

Obiols és una entitat de població d'Avià (Berguedà), situat a l'est del terme municipal, a tocar de la C-16, que té 25 habitants (2014).
Es troba a prop de l'antic camí que comunicava Berga amb la plana d'Osona per Prats de Lluçanès i que travessava el riu Llobregat pel Pont Vell d'Orniu, situat a 700 m aigües amunt d'Obiols. L'element més remarcable d'Obiols és l'església de Sant Vicenç, preromànica dels segles IX-X, que constitueix l'element aglutinador de la parròquia, que abraça diverses masies. També són de gran valor les tombes antropomorfes excavades a la pedra. En una d'aquestes, durant les excavacions efectuades a mitjan segle XX pel Servei de Catalogació i Conservació de Monuments (SCCM) de la Diputació de Barcelona, s'hi va trobar una moneda visigòtica del segle vii, cosa que indica la seva antiguitat. El nucli ocupa una àmplia esplanada on aflora la penya nua, presidida per l'església, que té al costat l'antiga casa rectoral, formada per dos edificis contigus i un paller, els quals delimiten una plaça on hi havia hagut l'antiga era. La rectoria ja existia al segle xvi i s'hi van fer reformes i ampliacions al segle xviii. Aquest nucli (església i rectoria) es troba dalt d'un altiplà rocallós, prop del polígon industrial La Plana, al qual s'arriba des de la carretera C-16a (antiga carretera de Gironella a Berga, passant per cal Rosal), i des d'aquí, per un camí de terra, a Obiols.